# Czarnogóra na Mistrzostwach Europy w Lekkoatletyce 2016
Czarnogóra na Mistrzostwach Europy w Lekkoatletyce 2016 – reprezentacja Czarnogóry podczas Mistrzostw Europy w Amsterdamie liczyła 4 zawodników (2 mężczyzn i 2 kobiety).

## Występy reprezentantów Czarnogóry

### Mężczyźni

#### Rzut dyskiem
| Zawodnik        | Konkurencja  | Eliminacje | Eliminacje | Finał    | Finał |
| Zawodnik        | Konkurencja  | Rezultat   | Poz.       | Rezultat | Poz.  |
| --------------- | ------------ | ---------- | ---------- | -------- | ----- |
| Danijel Furtula | Rzut dyskiem | 63.14      | 15.        | NQ       | NQ    |

#### Dziesięciobój
| Dziesięciobój | Dziesięciobój       | Dziesięciobój | Dziesięciobój | Dziesięciobój |
| Zawodnik      | Konkurencja         | Wynik         | Punkty        | Pozycja       |
| ------------- | ------------------- | ------------- | ------------- | ------------- |
| Darko Pešić   | Bieg na 100 m       | 11.31         | 793           | 24.           |
| Darko Pešić   | Skok w dal          | 6.82          | 771           | 24.           |
| Darko Pešić   | Pchnięcie kulą      | 14.65         | 768           | 6.            |
| Darko Pešić   | Skok wzwyż          | 1.86          | 679           | 23.           |
| Darko Pešić   | Bieg na 400 m       | DNS           | DNS           | DNS           |
| Darko Pešić   | Bieg na 110 m p.pł. | DNS           | DNS           | DNS           |
| Darko Pešić   | Rzut dyskiem        | DNS           | DNS           | DNS           |
| Darko Pešić   | Skok o tyczce       | DNS           | DNS           | DNS           |
| Darko Pešić   | Rzut oszczepem      | DNS           | DNS           | DNS           |
| Darko Pešić   | Bieg na 1500 m      | DNS           | DNS           | DNS           |
| Razem         | Razem               | Razem         | DNF           | DNF           |

### Kobiety

#### Konkurencje techniczne
| Zawodniczka        | Konkurencja  | Eliminacje | Eliminacje | Finał    | Finał |
| Zawodniczka        | Konkurencja  | Rezultat   | Poz.       | Rezultat | Poz.  |
| ------------------ | ------------ | ---------- | ---------- | -------- | ----- |
| Marija Vuković     | Skok wzwyż   | 1.85       | =18.       | NQ       | NQ    |
| Kristina Rakočević | Rzut dyskiem | 54.35      | 21.        | NQ       | NQ    |